# Rolf Furuli
assinatura
Rolf Johan Furuli (19 de dezembro de 1942) foi um docente noruguês para línguas semíticas  na Universidade de Oslo, até sua aposentadoria em 2011. Ele esteve envolvido em traduções de textos religiosos não-cristãos, e é considerado especialista em línguas antigas. Em 2005, finalizou sua tese de doutorado propondo uma nova visão para o hebreu clássico, este estudo foi editado e publicado. Também escreveu alguns livros sobre traduções e edições da Bíblia. Além do Norueguês e do Hebreu, ele também lê em Acádio, Aramaico, Inglês e Grego.
Furuli é conhecido por ter uma relação estreita com as Testemunhas de Jeová, religião da qual fez parte por cerca de 60 anos de sua vida. No entanto, no dia 17/06/2020, Furuli foi desassociado após ter publicado, em maio de 2020, um livro intitulado "My Beloved Religion - and the Governing Body" ("A Minha Querida Religião - e o Corpo Governante" tradução em português), no qual ele sustenta que as doutrinas principais da religião estão corretas, mas desafia a autoridade dos líderes das testemunhas de Jeová, conhecida como Corpo Governante. Ele sustenta que a liderança da religião se desviou dos ensinos que ele defende como corretos.
Apesar de explanar todos os problemas com a liderança das Testemunhas de Jeová, Furuli ainda mantem muitas das crenças de sua, agora antiga, religião. Ele iniciou seus estudos da nova Cronologia Babilônica em 1984 e tem defendido que Jerusalém foi destruída pelos babilônios em 607 a.C, não em 587 a.C como amplamente aceito pela comunidade científica. Seus artigos sobre essa data foram duramente criticados por Carl Olof Jonsson, em seu livro "Os Tempos Dos Gentios Reconsiderados". Este livro tem apoio científico em defender a data aceita de 587 a.C. Jonsson também foi Testemunha de Jeová até pouco antes da publicação de seu livro. Ele faz citações dos estudos de Furuli em seu livro. Até onde se sabe, Furuli é o único acadêmico que defende de forma tão enfática a data de 607 a.C. Muitos admitem que é devido a sua relação com a religião. Todos os artigos científicos de acadêmicos, arqueólogos e astrônomos defendem que Jerusalém foi destruída em 587/586 a.C, isso com base nos achados arqueológicos.  

## Publicações
- 1995 - Imperfect consecutive and the Verbal system of Biblical Hebrew
- 1997 - The Problem of Induction and the Hebrew verb
- 1999 - The Role of Theology and Bias in Bible Translation with a special look at the New World Translation of Jehovah's Witnesses ISBN 0-9659814-4-4
- 2000 - Modern models and the study of dead languages
- 2001 - The study of new religious movements with a stress on the mental health of Jehovah's Witnesses (with Leon Groenewald and Johan Nerdrum)
- 2001 - Gilgamesh and Atrahasis (with Jens Braarvig and Tor Åge Bringsværd)
- 2002 - Science and Bible translation - "christianizing" and "mythologizing" of the Hebrew text of the Bible
- 2002 - The NWT's translation of the Hebrew verbal system with particular stress on waw consecutive (33 pages), in Tony Byatt and Hal Flemings (eds) Your Word is Truth The Fiftieth Anniversary of the New World Translation.  ISBN 0-9506212-6-9
- 2003 - Assyrian, Babylonian, Egyptian, and Persian Chronology Compared with the Chronology of the Bible, Volume 1: Persian Chronology and the Length of the Babylonian Exile of the Jews ISBN 82-994633-3-5
- 2003 (In preparation) - The book of Enoch
- 2004 (In preparation) - The Dead Sea Scrolls
- 2006 - A New Understanding of the Verbal System of Classical Hebrew - An attempt to distinguish between pragmatic and semantic factors ISBN 82-994633-4-3
- 2007 - Assyrian, Babylonian, Egyptian, and Persian Chronology Compared with the Chronology of the Bible, Volume 2: Assyrian, Babylonian and Egyptian Chronology. ISBN 978-82-994633-6-2
- 2008  – Assyrian, Babylonian, Egyptian, and Persian Chronology Compared with the Chronology of the Bible, Volume 1: Persian Chronology and the Length of the Babylonian Exile of the Jews, revised edition ISBN 82-994633-5-1
- 2008 –  Kebra Nagast (translated from Ge´ez into Norwegian)  ISBN 978-82-525-6704-5
- 2008 – Baal the King of the Gods in Ugarit (translated some documents from Ugaritic, Phoenician, and Hebrew into Norwegian) ISBN 978-82-525-6590-4
- 2009 – How do Jehovah's Witnesses think? A Witness describes the faith, in H.K. Ringnes and H.K. Sødal, eds Jehovahs Witnesses An interdisciplinary Study (In Norwegian) ISBN 978-82-15-01453-1
- 2011 – The Role of Theology and Bias in Bible Translation With a Special Look at the New World Translation of Jehovah’s Witnesses, Second edition, Stavern, Norway: Awatu Publishers. ISBN 978-82-92978-02-3
- 2012 – Assyrian, Babylonian, Egyptian, and Persian Chronology Compared with the Chronology of the Bible, Volume 1: Persian Chronology and the Length of the Babylonian Exile of the Jews, Second edition ISBN 978-82-92978-03-0
- 2012 – Assyrian, Babylonian, Egyptian, and Persian Chronology Compared with the Chronology of the Bible, Volume 2: Assyrian, Babylonian and Egyptian Chronology, Second edition ISBN 978-82-92978-04-7
- 2017 – When Was the Book of Daniel Written? A Philological, Linguistic, and Historical approach (331 pages)[2]
- 2018 – The Tetragram - Its history, Its use in the new Testament, and its pronunciation, Part One (250 pages) ISBN 978-82-92978-09-2
- 2018 – Are Jehovah's Witnesses False Prophets?: A Thorough Investigation with Rebuttal, William Kelly and Rolf Furuli ISBN 978-15-48806-50-7
- 2019 – Can We Trust the Bible? With Focus on the Creation Account, the Worldwide Flood, and the Prophecies (1550 pages)[3]
- 2020 – The fallacy of prophetic perfect – With translation of verses from the Prophets ISBN 978-82-92978-10-8
- 2020 – My Beloved Religion — and the Governing Body ISBN 978-82-92978-12-2